# 関口暁人
関口 暁人（せきぐち あきひと）は、日本の作家。
日本おもちゃ病院協会認定おもちゃドクター。財団法人メンタルケア協会認定メンタルケア・スペシャリスト。

## 来歴
三重県出身。主な参加作品は連続テレビドラマ『でたらめヒーロー』、短篇小説集『99のなみだ』シリーズ、『涙猫』。
『神様刑事　～警視庁犯罪被害者ケア係・神野現人の横暴～』で本格的な長編小説デビューを飾る。
作家集団Team-Jとして長編サスペンス小説『彼女を殺すのに一票投じます』に携わる。
代表作は2019年にエブリスタ小説大賞を受賞した『ドール先輩の修復カルテ』シリーズで、本作品のプロモーションビデオには日本を代表する人形作家清水真理や人形で有名の鴻巣市観光協会など33名2団体が参加した。

## 作品

### テレビドラマ
- でたらめヒーロー（2013年、日本テレビ系列）

### 作品（小説）

#### 神様刑事シリーズ
- 神様刑事～警視庁犯罪被害者ケア係・神野現人の横暴～（2014年12月 TOブックス）
- 神様刑事～警視庁犯罪被害者ケア係・神野現人の暴走～（2015年6月 TOブックス）
- 神様刑事～警視庁犯罪被害者ケア係・神野現人の相棒～（2016年2月 TOブックス）

#### ドール先輩シリーズ
- ドール先輩の修復カルテ（2020年5月 光文社キャラクター文庫）
- ドール先輩の耽美なる推理（2021年9月 光文社文庫）